# Ronnie Brunswijkstadion
Ronnie Brunswijkstadion is een stadion in de stad Moengo (Suriname) en is genoemd naar de Surinaamse voetballer en voorzitter van Inter Moengotapoe, Ronnie Brunswijk.
In 2002 liet Brunswijk dit stadion bouwen.